# Lavandeira (Tocantins)
Lavandeira is een gemeente in de Braziliaanse deelstaat Tocantins. De gemeente telt 1.683 inwoners (schatting 2009).